# Apostelkirche (Klausen)

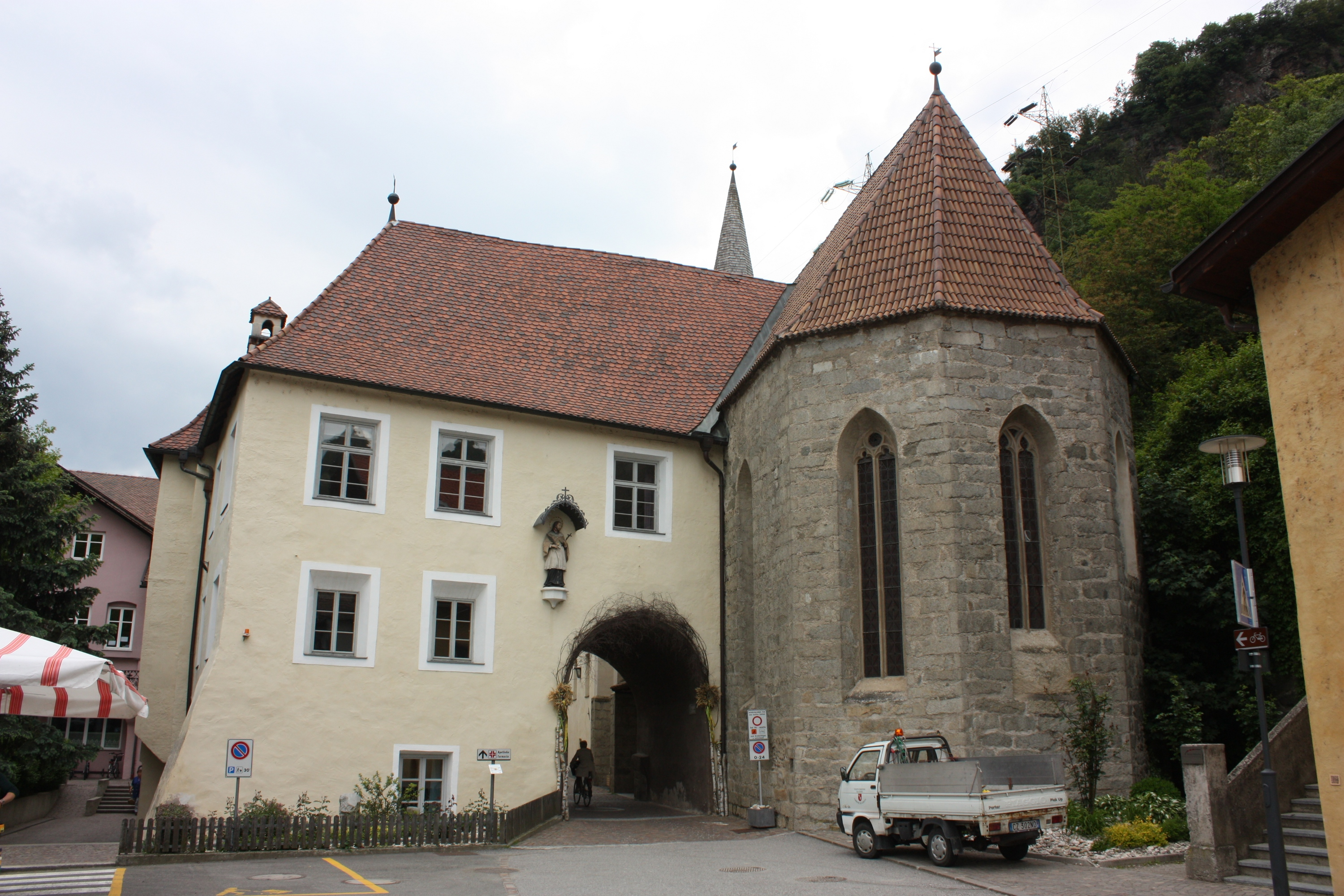
Chorseite der Apostelkirche vom Marktplatz aus gesehen

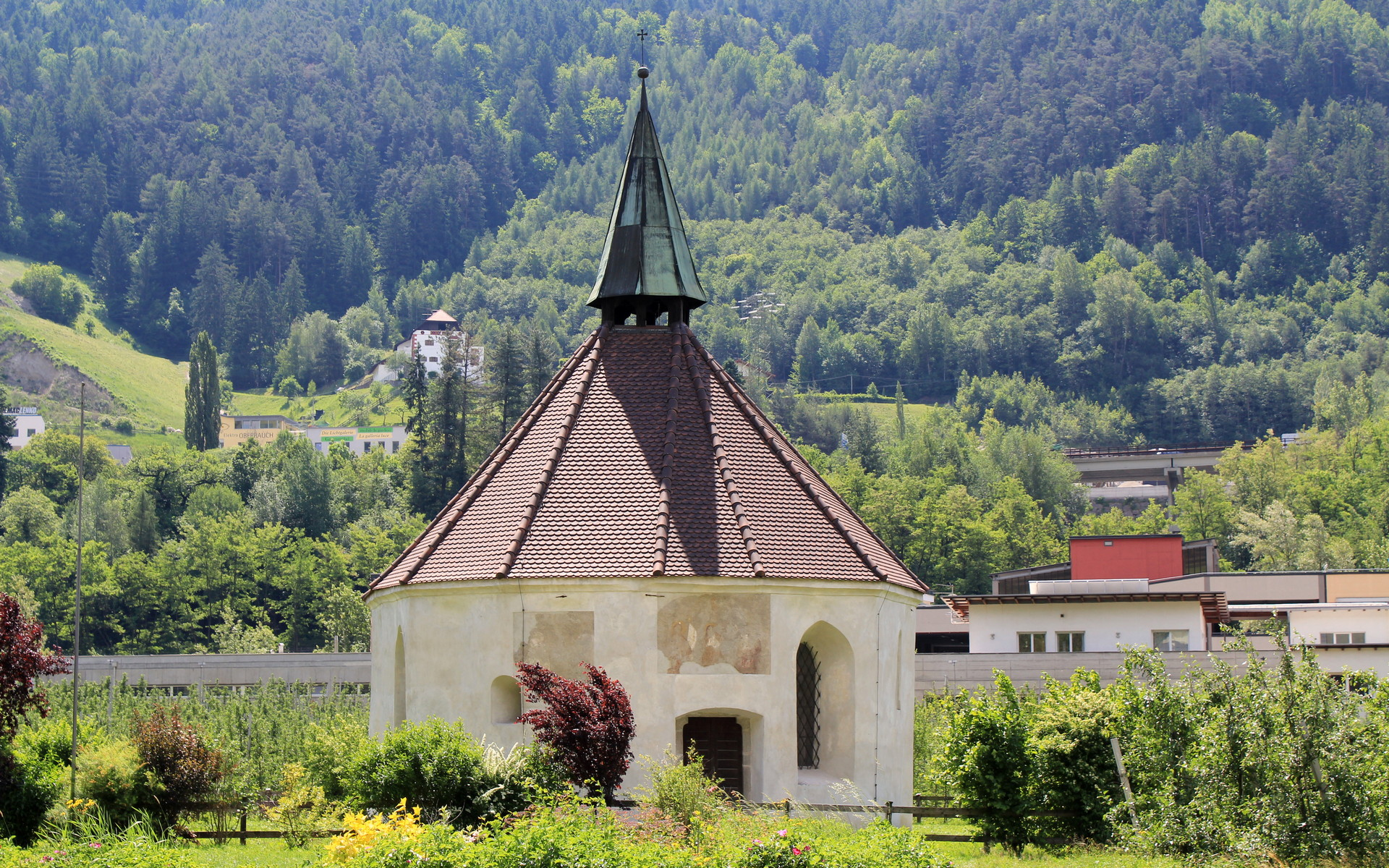
Die alte Spitalskirche und heutige St.-Sebastians-Kirche nördlich von Klausen

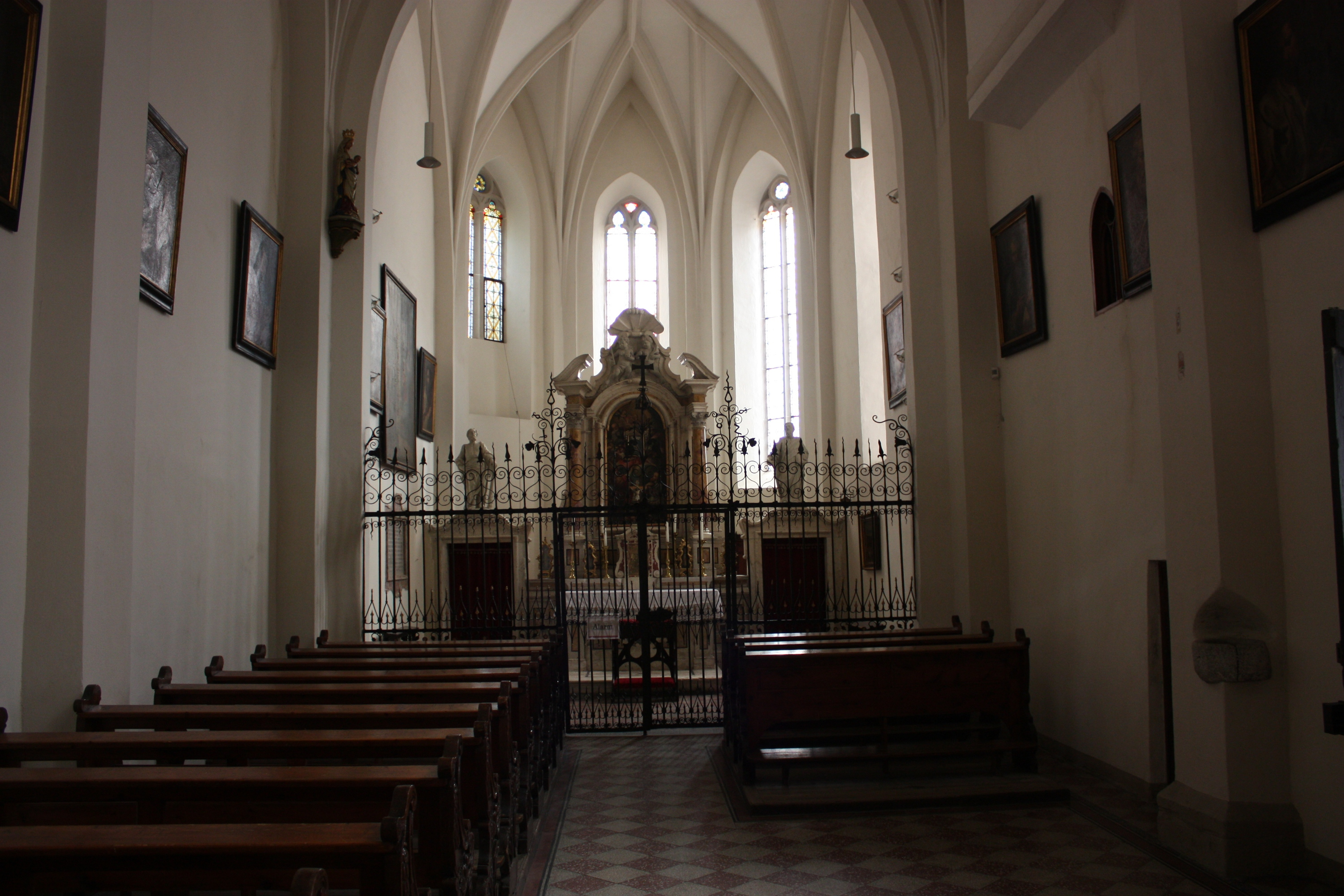
Innenansicht der Apostelkirche

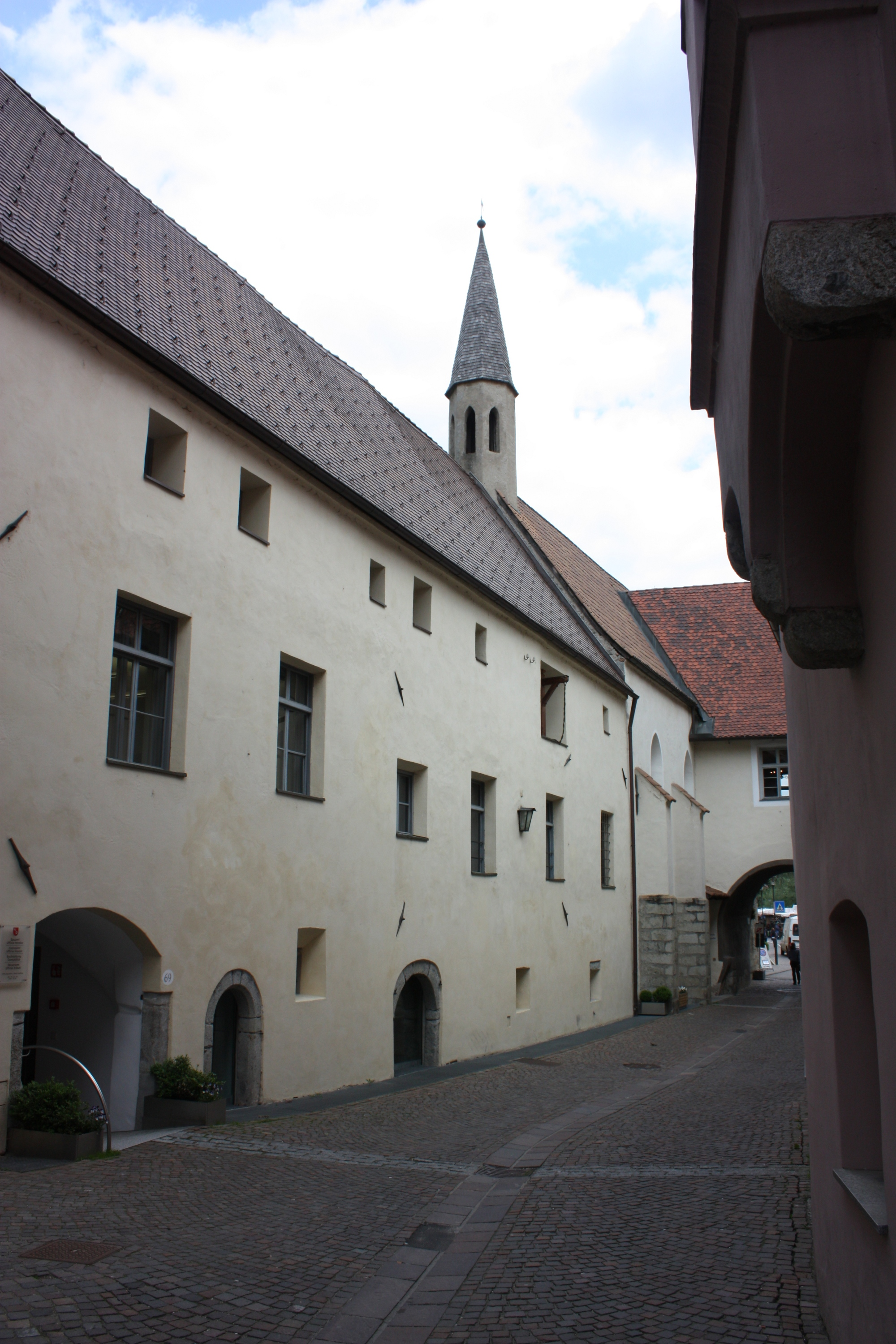
Apostelhaus und Kirche von der Oberstadt aus gesehen

Die Apostelkirche ist eine katholische Kirche in Klausen (Südtirol, Italien). Das Gebäude steht seit 1978 unter Denkmalschutz.

## Geschichte
Konrad von Rodank, Bischof von Brixen (1200–1216), ließ im Jahr 1205 das Hospital Klausen, nördlich der heutigen Stadt, erbauen. Bereits in den 1170er-Jahren hatte Konrad das Heilig-Kreuz-Spital in Brixen geleitet und als Propst von Neustift (nach 1178–1200) das Salvatorhospital 1198 errichten lassen.
Das Hospital befand sich außerhalb der Stadt, auf einer Insel im Eisack, an der heutigen Kirche St. Sebastian. Die bis dahin bestehenden selbstständigen Pfarreien Klausen und Latzfons wurden 1208 in das Hospital inkorporiert. Das Hospital stand unter dem Patrozinium der Heiligen Apostel oder der Hl. Apostel Simon und Juda; noch 1298 wird es als „hospitale de Clusis“ urkundlich erwähnt.
Im Jahr 1442 bat Pfarrer Andreas Brunner, die Pfarrkirche und das Hospital zu verlegen. Der bisherige Standort war durch die Hochwassergefahr des Eisack bedroht. Die besondere kirchenrechtliche Situation des Hospitals führte zu einer Beratung über den Neubau auf dem Konzil von Basel. Ab den späten 1460er Jahren gelang es der Pfarrei, mehrere benachbarte Gebäude in Klausen zu erwerben. An ihrem Standplatz wurde durch Meister Jörg der Neubau des Hospitals und der heutigen Apostelkirche durchgeführt. Maßgeblicher Förderer der Bauarbeiten war der Brixener Domherr und frühere Pfarrer von Klausen Konrad Zoppot. Die neue Apostelkirche diente nur noch als Kirche des Hospitals. Als Pfarrkirche von Klausen wurde ab 1494/95 die Andreaskirche genutzt. Der Abbruch der alten Hospitalgebäude bei der St.-Sebastian-Kirche erfolgte im 17. Jahrhundert.
Im 18. Jahrhundert wurde die ursprünglich gotische Apostelkirche im Stil des Barock umgebaut. In den folgenden Jahrhunderten wurde die Kirche mehrfach renoviert. Der Hospitalbau an der Kirche dient heute als Rathaus der Stadt Klausen.

## Baubeschreibung
Die Kirche befindet sich direkt am Brixner Tor. Sie ist aufgrund der topografischen Gegebenheit und der vorhandenen Bebauung entlang der Straße in der Oberstadt, und nicht direkt nach Osten, ausgerichtet. Die straßenseitige Mauer setzt sich in das angrenzende Apostelhaus fort. Aus diesem Grund ist das Betreten der Kirche nur über eine seitliche Tür möglich. Die Kirche verfügt über einen Dachreiter anstelle eines Turmes.
Das Langhaus verfügt über drei Joche. Das Sterngewölbe wird von Wandsäulen getragen. Das Langhaus setzt sich im Chor fort, dieser wird jedoch durch ein schmiedeeisernes Chorschranke aus dem Jahr 1702 abgetrennt. Auf der gegenüberliegenden Seite befindet sich, bereits im Apostelhaus, eine Empore.
Der marmorne Hochaltar wurde von Anton Maria Josef Simon Graf zu Wolkenstein gestiftet. Sein Bild wurde 1771 vom Maler Nikolaus von Voltano fertiggestellt. Es zeigt die Heiligen Josef und Antonius sowie den Stifter bei der Marienverehrung. Weiterhin befinden sich im Chor Statuen der Heiligen Judas Thaddäus und Simon.
Die ursprünglich gotische Kirche war ausgemalt. Reste der Fresken sind noch vorhanden. Weiterhin ist in der Kirche eine gotische Marienfigur erhalten. Die erhaltenen Gemälde von Jesus und den Aposteln stammen aus dem 17. Jahrhundert.